# Саблин, Иван Алексеевич
Иван Алексеевич Саблин (1846—1900) — русский военачальник, генерал-майор; участник Русско-турецкой войны 1877—1878 годов.

## Биография
Родился 8 августа 1846 года в семье коллежского асессора Алексея Ивановича Саблина и его жены — Александры Михайловны (урождённой Скрипицыной). Братья — Саблин, Александр Алексеевич, Саблин, Николай Алексеевич и Саблин, Михаил Алексеевич.
Окончил 2-й Московский кадетский корпус в 1864 году и 3-е военное Александровское училище в 1866 году, откуда был выпущен подпоручиком в Несвижский 4-й гренадерский полк.
Военную службу проходил в 4-м гренадерском Несвижском полку — командир роты, командир 16-го стрелкового батальона (1885—1889). Затем — командир 16-го стрелкового полка (1889—1894), командир 58-го пехотного Прагского полка (1894—1897), генерал для особых поручений при командующем войсками Одесского военного округа (1897—1900).
Последовательно имел чины: подпоручик (1866), поручик (1869), штабс-капитан (1872), капитан (1874), переименован в штабс-капитаны гвардии (1875), переименован в майоры армии (1875), подполковник (1879), полковник (1885), генерал-майор (1897).
Умер 18 декабря 1900 года в Одессе. Похоронен на Старом (Христианском) кладбище № 1. Был женат, в семье родилась дочь.

## Награды
- Награждён орденами Св. Станислава 3-й степени (1869), Св. Анны 3-й степени с мечами и бантом (1878), Св. Станислава 2-й степени с мечами (1878), Св. Анны 2-й степени (1882), Св. Владимира 4-й степени (1889), Св. Владимира 3-й степени (1893).